# Eugen Grimminger
(Franz) Eugen Grimminger (* 29. Juli 1892 in Crailsheim; † 10. April 1986 in Schanbach bei Stuttgart) war Mitglied der Widerstandsbewegung Weiße Rose.

## Leben
Eugen Grimminger, Sohn eines Lokomotivführers, nahm als Kriegsfreiwilliger am Ersten Weltkrieg teil und arbeitete danach auf dem Oberamt Crailsheim. Er war Träger des Eisernen Kreuzes II. Klasse und – nach seinen Kriegserlebnissen – Pazifist. Am 29. März 1922 heiratete er in Stuttgart Jenny Stern. Die Eheschließung mit einer Jüdin stieß im Bekannten- und Verwandtenkreis auf Ablehnung. Das junge Ehepaar ließ sich in Stuttgart nieder, wo Grimminger als Buchprüfer beim Verband landwirtschaftlicher Genossenschaften in der Johannesstraße 68 angestellt wurde. 1925 wurde er Molkereiinspektor für alle Molkereien des Verbandes und 1930 Oberrevisor und Leiter der ganzen Prüfungsabteilung. 1926 zog das Ehepaar Grimminger in die Esslinger Straße 39 in Untertürkheim. Am 1. Mai 1935 verlor Grimminger seinen Arbeitsplatz wegen „jüdischer Versippung“. Das kinderlose Ehepaar Grimminger zog nun in die Altenbergstraße 42 um und 1937 machte Eugen Grimminger sich als öffentlich vereidigter Buchprüfer in der Tübinger Straße 1 selbstständig. Dort betätigte er sich auch subversiv, indem er z. B. politisch Verfolgten zur Flucht in die Schweiz verhalf, wozu etwa gefälschte Papiere notwendig waren. 1941 wurden seine Schwägerin Senta Meyer und ihre vier Kinder deportiert; dass diese Familienangehörigen 1942 bei Riga erschossen wurden, erfuhren Eugen Grimminger und seine Frau Jenny damals nicht. 1942 übernahm Eugen Grimminger das Ulmer Treuhandbüro seines Freundes Robert Scholl, den er schon aus seiner Zeit in Crailsheim kannte. Scholl war einst Bürgermeister von Ingersheim bei Crailsheim gewesen. Die Leitung des Büros überließ er Grimminger, nachdem er wegen „staatsfeindlicher Äußerungen“ denunziert worden war und eine Haftstrafe antreten musste. Dieses Büro befand sich im Wohnhaus der Familie Scholl. Infolgedessen lernte Grimminger auch Inge, Hans und Sophie Scholl kennen und kam in Kontakt mit der Widerstandsgruppe „Weiße Rose“.
Diese Widerstandsgruppe unterstützte Grimminger von Stuttgart aus maßgeblich durch Sachspenden und hohe Geldbeträge, die er teilweise bei seinen Kunden gesammelt hatte. Unterstützt wurde er dabei von seiner Mitarbeiterin Tilly Hahn, geb. Waechtler. Am 18. Februar 1943 scheiterte jedoch die Übergabe eines Vervielfältigungsapparates; die Gestapo war bereits vorher in Hans Scholls Wohnung eingetroffen und hatte diesen wegen des Ausstreuens von Flugblättern verhaftet. Im Zuge der anschließenden Verhöre wurde auch der Name Grimmingers erwähnt.
Am 2. März 1943 wurde dieser verhaftet und am 19. April 1943 im zweiten Prozess gegen Mitglieder der Weißen Rose wegen Unterstützung zum Hochverrat zu zehn Jahren Zuchthaus verurteilt; die Staatsanwaltschaft hatte auch für ihn die Todesstrafe gefordert, konnte ihm letztlich aber nur eine Geldübergabe nachweisen, nicht aber, was er tatsächlich über den Verwendungszweck wusste. Seine jüdische Frau, bis dahin vor Verfolgung geschützt, wurde schon am 10. April 1943 verhaftet, danach deportiert und in Auschwitz ermordet. Eugen Grimminger war bis April 1945 im Zuchthaus Ludwigsburg inhaftiert. Nachdem er im Januar 1944 vom Tod seiner Frau erfahren hatte, unternahm er einen Selbstmordversuch.
Nach Kriegsende wurde er Präsident des Landesverbandes landwirtschaftlicher Genossenschaften in Stuttgart. 1947 heiratete er Tilly Hahn. 1958 trat er in den Ruhestand. Er engagierte sich im Tierschutz und war viele Jahre lang Vorsitzender des Tierschutzvereins Stuttgart. Außerdem gründete er die Grimminger-Stiftung für Anthropozoonosenforschung zur Erforschung und Bekämpfung von Tierkrankheiten, die auf Menschen übertragbar sind. Die Stiftung wurde später in Grimminger-Stiftung für Zoonosenforschung umbenannt.
Eugen Grimminger sorgte nach dem Zweiten Weltkrieg dafür, dass im jüdischen Teil des Pragfriedhofs in der Nähe der Martinskirche ein Grab- bzw. Gedenkstein für seine Schwiegermutter Sidonie Stern sowie deren Töchter Mina, Julie, Jenny und Senta errichtet wurde. Jenny Grimmingers Schwestern Mina und Julie waren 1939 nach England und 1947 in die USA emigriert, doch wurden ihre Urnen auf dem Pragfriedhof bestattet.